# Čtyři dny v Dunkerku 2023
67. ročník etapového cyklistického závodu Čtyři dny v Dunkerku se konal mezi 16. a 21. května 2023 ve francouzském metropolitním regionu Hauts-de-France. Celkovým vítězem se stal Francouz Romain Grégoire z týmu Groupama–FDJ. Na druhém a třetím místě se umístili Dán Kasper Asgreen (Soudal–Quick-Step) a Nizozemec Cees Bol (Astana Qazaqstan Team). Závod byl součástí UCI ProSeries 2023 na úrovni 2.Pro.

## Týmy
Závodu se zúčastnilo 8 z 18 UCI WorldTeamů, 8 UCI ProTeamů a 4 UCI Continental týmy. Všechny týmy nastoupily na start se sedmi závodníky, závod tak odstartovalo 140 jezdců. Do cíle v Dunkerku dojelo 104 z nich.
UCI WorldTeamy
- AG2R Citroën Team
- Arkéa–Samsic
- Astana Qazaqstan Team
- Cofidis
- Groupama–FDJ
- Intermarché–Circus–Wanty
- Soudal–Quick-Step
- Team Jumbo–Visma

UCI ProTeamy
- Bingoal WB
- Bolton Equities Black Spoke
- Equipo Kern Pharma
- Human Powered Health
- Lotto–Dstny
- Team Flanders–Baloise
- Team TotalEnergies
- Uno-X Pro Cycling Team

UCI Continental týmy
- CIC U Nantes Atlantique
- Nice Métropole Côte d'Azur
- St. Michel–Mavic–Auber93
- Van Rysel–Roubaix–Lille Métropole

## Trasa a etapy
| Etapa         | Datum         | Trasa                         | Vzdálenost | Typ      | Typ                  | Vítěz                    |
| ------------- | ------------- | ----------------------------- | ---------- | -------- | -------------------- | ------------------------ |
| 1             | 16. května    | Dunkerk – Abbeville           | 196,6 km   |          | Rovinatá etapa       | Olav Kooij (NED)         |
| 2             | 17. května    | Compiègne – Laon              | 169,9 km   |          | Rovinatá etapa       | Romain Grégoire (FRA)    |
| 3             | 18. května    | Saint-Quentin – Saint-Quentin | 15,9 km    |          | Individuální časovka | Benjamin Thomas (FRA)    |
| 4             | 19. května    | Maubeuge – Achicourt          | 173,8 km   |          | Zvlněná etapa        | Olav Kooij (NED)         |
| 5             | 20. května    | Roubaix – Cassel              | 187,7 km   |          | Zvlněná etapa        | Per Strand Hagenes (NOR) |
| 6             | 20. května    | Avion – Dunkerk               | 182,6 km   |          | Rovinatá etapa       | Tim Merlier (BEL)        |
| Celková délka | Celková délka | Celková délka                 | 926,5 km   | 926,5 km | 926,5 km             | 926,5 km                 |

## Průběžné pořadí
| Etapa          | Vítěz              | Celkové pořadí  | Bodovací soutěž | Vrchařská soutěž | Soutěž mladých jezdců | Soutěž týmů       |
| -------------- | ------------------ | --------------- | --------------- | ---------------- | --------------------- | ----------------- |
| 1              | Olav Kooij         | Olav Kooij      | Olav Kooij      | Alex Colman      | Olav Kooij            | Groupama–FDJ      |
| 2              | Romain Grégoire    | Samuel Leroux   | Olav Kooij      | Tuur Dens        | Olav Kooij            | Groupama–FDJ      |
| 3              | Benjamin Thomas    | Benjamin Thomas | Benjamin Thomas | Tuur Dens        | Ethan Vernon          | Soudal–Quick-Step |
| 4              | Olav Kooij         | Kasper Asgreen  | Olav Kooij      | Alex Colman      | Ethan Vernon          | Soudal–Quick-Step |
| 5              | Per Strand Hagenes | Romain Grégoire | Olav Kooij      | Alex Colman      | Romain Grégoire       | Team Jumbo–Visma  |
| 6              | Tim Merlier        | Romain Grégoire | Olav Kooij      | Alex Colman      | Romain Grégoire       | Team Jumbo–Visma  |
| Konečné pořadí | Konečné pořadí     | Romain Grégoire | Olav Kooij      | Alex Colman      | Romain Grégoire       | Team Jumbo–Visma  |

- Ve 2. etapě nosil Max Walscheid, jenž byl druhý v bodovací soutěži, zelený dres, neboť lídr této klasifikace Olav Kooij nosil růžový dres lídra celkového pořadí. Ze stejného důvodu nosil Paul Penhoët, jenž byl druhý v soutěži mladých jezdců, bílý dres.
- Ve 3. etapě nosil Romain Grégoire, jenž byl druhý v soutěži mladých jezdců, bílý dres, neboť lídr této klasifikace Olav Kooij nosil zelený dres lídra bodovací soutěže.
- Ve 4. etapě nosil Romain Grégoire, jenž byl třetí v bodovací soutěži, zelený dres, neboť lídr této klasifikace Benjamin Thomas nosil růžový dres lídra celkového pořadí a druhý závodník této klasifikace Ethan Vernon nosil bílý dres pro lídra soutěže mladých jezdců.
- V 6. etapě nosil Ethan Vernon, jenž byl třetí v soutěži mladých jezdců, bílý dres, neboť lídr této klasifikace Romain Grégoire nosil růžový dres lídra celkového pořadí a druhý závodník této klasifikace Olav Kooij nosil zelený dres pro lídra bodovací soutěže.

## Konečné pořadí
| Legenda | Legenda                         | Legenda | Legenda                               |
| ------- | ------------------------------- | ------- | ------------------------------------- |
|         | Označuje lídra celkového pořadí |         | Označuje lídra vrchařské soutěže      |
|         | Označuje lídra bodovací soutěže |         | Označuje lídra soutěže mladých jezdců |
|         | Označuje lídra soutěže týmů     |         |                                       |

### Celkové pořadí
| Pořadí | Jezdec                   | Tým                   | Čas         |
| ------ | ------------------------ | --------------------- | ----------- |
| 1      | Romain Grégoire (FRA)    | Groupama–FDJ          | 21h 14' 08" |
| 2      | Kasper Asgreen (DEN)     | Soudal–Quick-Step     | + 13"       |
| 3      | Cees Bol (NED)           | Astana Qazaqstan Team | + 15"       |
| 4      | Olav Kooij (NED)         | Team Jumbo–Visma      | + 17"       |
| 5      | Brent Van Moer (BEL)     | Lotto–Dstny           | + 20"       |
| 6      | Ethan Vernon (GBR)       | Soudal–Quick-Step     | + 24"       |
| 7      | Alexis Renard (FRA)      | Cofidis               | + 27"       |
| 8      | Peter Sagan (SVK)        | Team TotalEnergies    | + 36"       |
| 9      | Per Strand Hagenes (NOR) | Team Jumbo–Visma      | + 36"       |
| 10     | Samuel Watson (GBR)      | Groupama–FDJ          | + 39"       |

### Bodovací soutěž
| Pořadí | Jezdec                | Tým                               | Body |
| ------ | --------------------- | --------------------------------- | ---- |
| 1      | Olav Kooij (NED)      | Team Jumbo–Visma                  | 41   |
| 2      | Romain Grégoire (FRA) | Groupama–FDJ                      | 28   |
| 3      | Benjamin Thomas (FRA) | Cofidis                           | 25   |
| 4      | Tim Merlier (BEL)     | Soudal–Quick-Step                 | 25   |
| 5      | Erlend Blikra (NOR)   | Uno-X Pro Cycling Team            | 22   |
| 6      | Paul Penhoët (FRA)    | Groupama–FDJ                      | 21   |
| 7      | Cees Bol (NED)        | Astana Qazaqstan Team             | 19   |
| 8      | Ethan Vernon (GBR)    | Soudal–Quick-Step                 | 19   |
| 9      | Max Walscheid (GER)   | Cofidis                           | 18   |
| 10     | Samuel Leroux (FRA)   | Van Rysel–Roubaix–Lille Métropole | 17   |

### Vrchařská soutěž
| Pořadí | Jezdec                | Tým                               | Body |
| ------ | --------------------- | --------------------------------- | ---- |
| 1      | Alex Colman (BEL)     | Team Flanders–Baloise             | 39   |
| 2      | Kenny Molly (BEL)     | Van Rysel–Roubaix–Lille Métropole | 23   |
| 3      | Tuur Dens (BEL)       | Team Flanders–Baloise             | 15   |
| 4      | Ceriel Desal (BEL)    | Bingoal WB                        | 13   |
| 5      | Mathis Le Berre (FRA) | Arkéa–Samsic                      | 7    |
| 6      | Pier-André Côté (CAN) | Human Powered Health              | 4    |
| 7      | Rait Ärm (EST)        | Van Rysel–Roubaix–Lille Métropole | 4    |
| 8      | Geoffrey Soupe (FRA)  | Team TotalEnergies                | 3    |
| 9      | Kasper Asgreen (DEN)  | Soudal–Quick-Step                 | 2    |
| 10     | Logan Currie (NZL)    | Bolton Equities Black Spoke       | 2    |

### Soutěž mladých jezdců
| Pořadí | Jezdec                   | Tým                         | Čas         |
| ------ | ------------------------ | --------------------------- | ----------- |
| 1      | Romain Grégoire (FRA)    | Groupama–FDJ                | 21h 14' 08" |
| 2      | Olav Kooij (NED)         | Team Jumbo–Visma            | + 17"       |
| 3      | Ethan Vernon (GBR)       | Soudal–Quick-Step           | + 24"       |
| 4      | Alexis Renard (FRA)      | Cofidis                     | + 27"       |
| 5      | Per Strand Hagenes (NOR) | Team Jumbo–Visma            | + 36"       |
| 6      | Samuel Watson (GBR)      | Groupama–FDJ                | + 39"       |
| 7      | Logan Currie (NZL)       | Bolton Equities Black Spoke | + 41"       |
| 8      | Paul Penhoët (FRA)       | Groupama–FDJ                | + 1' 52"    |
| 9      | Luca Van Boven (BEL)     | Bingoal WB                  | + 2' 07"    |
| 10     | Antoine Raugel (FRA)     | AG2R Citroën Team           | + 2' 38"    |

### Soutěž týmů
| Pořadí | Tým                      | Čas         |
| ------ | ------------------------ | ----------- |
| 1      | Team Jumbo–Visma         | 63h 44' 41" |
| 2      | Lotto–Dstny              | + 0"        |
| 3      | Soudal–Quick-Step        | + 1"        |
| 4      | Groupama–FDJ             | + 25"       |
| 5      | AG2R Citroën Team        | + 1' 14"    |
| 6      | Arkéa–Samsic             | + 3' 39"    |
| 7      | Team TotalEnergies       | + 3' 50"    |
| 8      | Intermarché–Circus–Wanty | + 8' 12"    |
| 9      | Cofidis                  | + 9' 52"    |
| 10     | Uno-X Pro Cycling Team   | + 10' 00"   |